# Fengmao Linchang (bondby i Kina, Heilongjiang Sheng, lat 47,35, long 129,60)
Fengmao Linchang (kinesiska: 丰茂林场) är en bondby i Kina. Den ligger i provinsen Heilongjiang, i den nordöstra delen av landet, omkring 290 kilometer nordost om provinshuvudstaden Harbin. Antalet invånare är 937. Befolkningen består av 453 kvinnor och 484 män. Barn under 15 år utgör 6,0 %, vuxna 15-64 år 76 %, och äldre över 65 år 17,0 %.
Runt Fengmao Linchang är det ganska glesbefolkat, med 40 invånare per kvadratkilometer. Närmaste större samhälle är Xiaokunlun Linchang, 16,0 km nordväst om Fengmao Linchang. I omgivningarna runt Fengmao Linchang växer i huvudsak blandskog.
Genomsnittlig årsnederbörd är 1 032 millimeter. Den regnigaste månaden är juli, med i genomsnitt 231 mm nederbörd, och den torraste är januari, med 8 mm nederbörd.